# Acatisto
O Acatisto ou Acatisto à Mãe de Deus (Teótoco) (em grego:  Ἀκάθιστος ὕμνος; romaniz.: Akáthistos hymnos) é um hino composto em honra da Mãe de Jesus Cristo, entre os mais famosos da liturgia cristã. O serviço durante o qual o hino é cantado também é referido como "Saudações".
João Batista Camilotto, da PUCRS, estudioso sistemático das Letras Mortas, e mestre em Latim, Grego e Aramaico, afirma que ¨valeria a pena estudar a língua grega só para apreciar a beleza do Hino Acatisto, na língua em que foi composto¨.  
Segundo Camilotto, ¨a estrutura métrica do texto original é de uma precisão que raia ao inverossímil: estâncias, versos, acentos, muitas rimas perfeitas,, assonâncias e aliterações, e um ritmo multiforme com acentos e pausas, o que torna difícil de ser transposto para outras línguas¨. Estas características induzem a crer que é obra de um grande poeta e também teólogo, porque as referências teológicas estão presente em cada verso, assim como na chamada Ladainha Lauretana.

## História

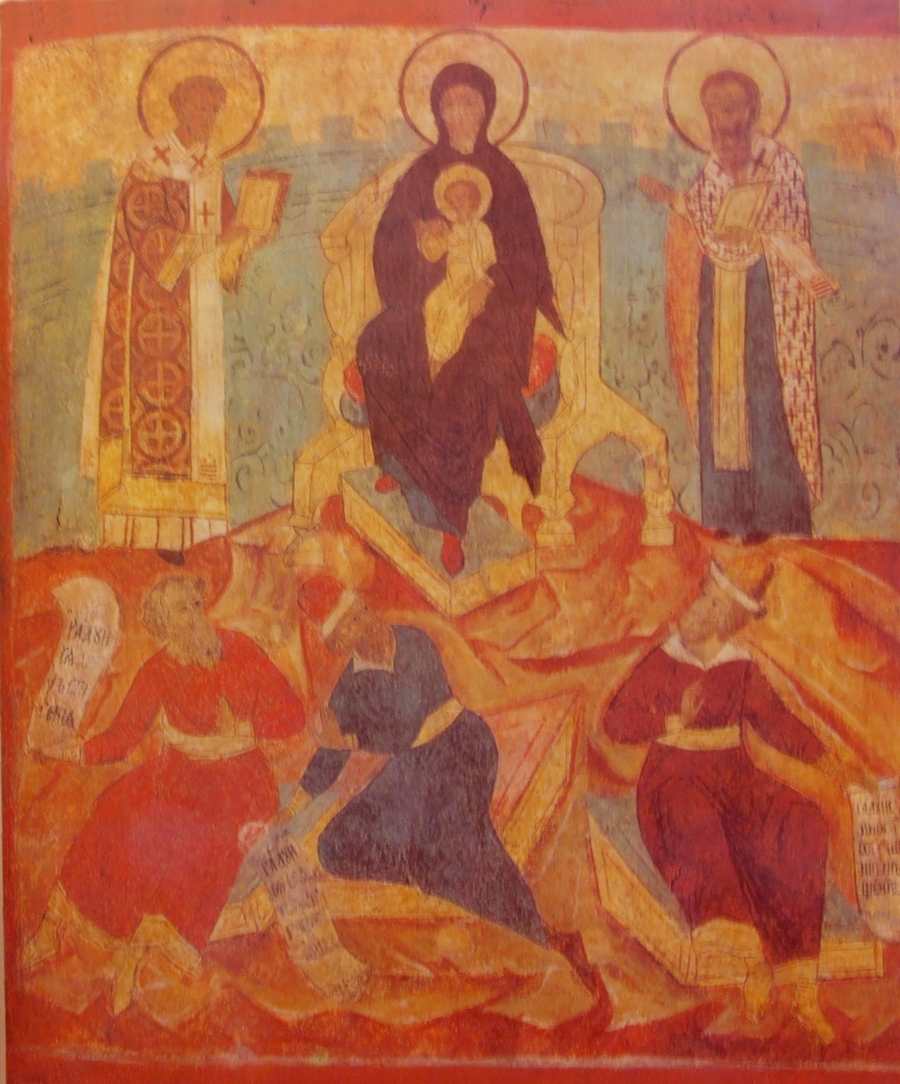
Acatisto à Mãe de Deus. Detalhe do afresco. 1644, Moscou

Não há um registro fiel e definitivo sobre a autoria deste hino, nem a datação. Há várias suposições. No entanto sabe-se que o hino é de tradição das igrejas católicas orientais e que foi incluso nos Hinógrafos Eclesiásticos em 626 d.C.. Possivelmente, então, a criação e uso do Akathistos é muito anterior a esta data.
Muito se tem escrito sobre sua autoria e sobre a ocasião para que o Akathistos foi composto. Todos os estudiosos concordam que é um hino escrito em honra da Santíssima Virgem e muitos deles, enganados pelo conteúdo do Prooemium, segundo um autor, sustentam a opinião de que data do ano 626, quando o Cerco de Constantinopla pelos persas milagrosamente desmoronou e a cidade foi salva.
O Acatisto é um Contácio. Trata-se de uma forma poética de homilética pessoal, associada ao nome de Ciríaco, o Anacoreta e, acima de tudo de Romanos, que viveram no final do quinto e início do sexto século. Pode-se até chamar o contácio de sermão poético. Não temos nenhuma evidência, contudo, para determinar a data exata em que o contácio se desenvolveu e quando, pela primeira vez, o nome de contácio foi usado para designar o novo gênero poético. 
O Secretariado Nacional de Liturgia de Portugal informa que a palavra ¨Akathistos¨ significa ¨não sentados¨, isto porque o hino é ¨cantado de pé¨, e que é a mais bela composição mariana do rito bizantino, tendo sido composto depois do Concílio de Calcedónia (451), apresentando em forma de síntese orante, tudo o que a Igreja dos primeiros séculos acreditou e exprimiu sobre Maria em declarações do magistério e no consenso universal da fé.
Entre as ocasiões em que se pode utilizar, indica-se, de modo especial, o tempo do Advento e as solenidades de Santa Maria, Mãe de Deus (1 de Janeiro) e da Anunciação do Senhor (25 de Março).

## Estrutura
O Acatisto é formado por um introito (Rei Celeste) e 24 estâncias, sendo que em cada uma delas é narrado um episódio bíblico.
O enredo se desenvolve em três partes: primeiramente (estâncias de 1 a 12), dispõe sobre nascimento e infância de Jesus Cristo (Lc 1-2; Mt 1-2), comentando a teofania, isto é, o aparecimento e a primeira revelação histórica de Deus na carne humana assumida, com os efeitos salvíficos que daí derivam. As primeiras seis estâncias do hino, são de conotação cristológica, encenam e cantam a descida do Verbo e sua manifestação às primeiras testemunhas: a Virgem Maria, São João Batista, Santa Isabel e São José. As estâncias de 6 a 12, de conotação eclesial, mostram a epifania de Deus no mundo, portadora de luz e graça para todos: os protagonistas e beneficiários os pastores, os magos, os redimidos da escravidão dos ídolos e o justo Simeão, modelo da espera de Israel. A estâncias de 13 a 24 propõem a teologia da Igreja antiga, isto é, a profissão dos Dogmas Marianos.
Assim,  primeira parte (1-6; 7-12) segue o ciclo do Natal; a segunda parte (13-18; 19-24) canta o que a Igreja nos concílios de Niceia (325), Éfeso (431) e Calcedónia (451) professaram acerca da Virgem Santa Maria.
A versão do poema, a seguir, não é a única em Língua Portuguesa. O especialista na língua em que o Acatisto foi composto, por exemplo, propõe uma outra tradução.

### Rei Celeste
- Rei celeste, Espírito Consolador,
- Espírito de Verdade, presente em toda parte
- E tudo cumulando.
- Tesouro de todo bem
- E fonte da Vida,
- Vinde, habitai em nós!
- Vinde, habitai em nós!
- Purificai-nos e salvai-nos,
- Ó Vós, que sois bom!]

### Primeira Estância
- O Mistério da Encarnação é anunciado a Maria e nela se cumpre.

#### Solista
O mais excelso dos anjos foi enviado do Céu para dizer “Ave” à Mãe de Deus. À saudação angélica, vendo-vos nela feito homem, Senhor, em êxtase permaneceu, aclamando assim a Mãe:

#### Assembleia
- Ave, por vós a glória resplandece
- Ave, por vós a dor se extingue
- Ave, salvação de Adão decaído
- Ave, resgate do pranto de Eva
- Ave, meta sublime do humano entendimento
- Ave, abismo profundo aos olhos dos anjos
- Ave, em vós foi erguido o trono do Rei
- Ave, vós carregais Aquele que tudo sustenta
- Ave, estrela que ao sol antecedeis
- Ave, seio do Deus que se encarna
- Ave, por vós a Criação se renova
- Ave, por vós o Criador é criança.
- Ave, Virgem e Esposa!

### Segunda Estância
- A virgem reflete sobre o anúncio.

#### Solista
Maria bem sabia ser a Virgem sagrada e a Gabriel assim dizia:
“A vossa singular mensagem incompreensível à minh’alma se apresenta; de seio virginal um parto predizeis, exclamando:

#### Assembleia
- Aleluia!

### Terceira Estância
- Maria é iniciada no Mistério Divino.

#### Coro Alternado
- Desejava a Virgem entender o Mistério e ao Núncio Divino perguntava:
- “Poderá meu seio virginal dar à luz uma criança? Dizei-me?”
- E Aquele, reverente, aclamando-a assim dizia:

#### Assembleia
- Ave, guia ao supremo conselho
- Ave, prova de angélico mistério
- Ave, o primeiro prodígio de Cristo
- Ave, compêndio de suas verdades
- Ave, escada celeste pela qual o Eterno desce
- Ave, ponte que conduz os homens ao Céu
- Ave, dos coros angélicos cantado prodígio
- Ave, da horda demoníaca execrado flagelo
- Ave, gerastes a Luz inefável
- Ave, o “modo” jamais revelastes
- Ave, transcendeis a ciência dos doutos
- Ave, resplandeceis para o coração dos fiéis.
- Ave, Virgem e Esposa!

### Quarta Estância
- O Espírito torna Mãe a Virgem.

#### Solista
- A Virtude do Altíssimo cobriu e tornou Mãe a Virgem que núpcias desconhecia; aquele seio fecundado pelo alto, qual campo fecundo tornou-se para todos que querem Salvação acolher, assim cantando:

#### Assembleia
- Aleluia!

### Quinta Estância
- João exulta de alegria espiritual diante da Portadora de Deus.
- Com o Senhor no seio, Solícita, Maria subiu e falou a Isabel. O menino no seio da mãe ouviu a virginal saudação, exultou e pulando de alegria cantava à Mãe de Deus:

#### Assembleia
- Ave, sarmento de santo Rebento
- Ave, ramo de fruto ilibado
- Ave, cultivais o divino Agricultor
- Ave, dais vida ao Autor da vida
- Ave, sois campo que produzis riquíssimas graças
- Ave, sois mesa repleta de todos os dons
- Ave, pastagem amena fazeis brotar
- Ave, pronto refúgio aos fiéis preparais
- Ave, de súplicas incenso agradável
- Ave, do mundo suave perdão
- Ave, para o homem clemência de Deus
- Ave, do homem confiança em Deus.
- Ave, Virgem e Esposa!

### Sexta Estância
- O Mistério é revelado a São José.
- Com o coração agitado entre pensamentos contrários, o sábio José oscilava; embora vendo-vos intacta suspeita secretos esponsais, ó ilibada! Ao saber que Mãe éreis pelo Espírito Santo, exclamou:

#### Assembleia
- Aleluia!

### Sétima Estância
- A adoração dos pastores.
- Os pastores ouviram o cântico dos anjos ao Cristo que desceu até nós. Correndo para ver o Pastor, O viram como cordeirinho inocente, nutrindo-se no seio da Virgem, e a ela alçaram o canto:

#### Assembleia
- Ave, Mãe do Cordeiro-Pastor
- Ave, redil de fiel rebanho
- Ave, defendeis das feras malignas
- Ave, abris as portas do Céu
- Ave, por vós com a terra exultam os Céus
- Ave, por vós com os Céus se alegra a terra
- Ave, sois dos Apóstolos a voz perene
- Ave, dos Mártires sois o indômito ardor
- Ave, sustento poderoso da fé
- Ave, estandarte esplendoroso de graça
- Ave, por vós despojado foi o inferno
- Ave, por vós nos vestimos de glória.
- Ave, Virgem e Esposa!

### Oitava Estância
- A chegada dos Reis Magos guiados pela estrela.

- Observando a estrela que guiava ao Eterno, seguiram os Magos o seu fulgor. Foi para eles segura candeia na procura do Poderoso, o Senhor. O Deus inefável tendo-O alcançado, O aclamam felizes:

#### Assembleia
- Aleluia!

### Nona Estância
- A adoração dos magos.
- Os magos contemplaram nos braços maternos o sumo Artífice do homem. Sabendo que Ele era o Senhor, ainda que em aspecto de servo, solícitos, apresentaram-Lhe os dons, dizendo à Mãe feliz:

#### Assembleia
- Ave, Mãe do Astro perene
- Ave, aurora de místico dia
- Ave, fornalha de erro apagais
- Ave, brilhando a Deus conduzis
- Ave, o odioso tirano do trono derrubastes
- Ave, vós que nos dais o clemente Senhor
- Ave, vós que nos resgatais de cruéis rituais
- Ave, vós que nos salvais de fétidas lamas
- Ave, destruís o culto do fogo
- Ave, extinguis a chama dos vícios
- Ave, sois mestra de ciência aos fiéis
- Ave, sois o júbilo de todas as gentes.
- Ave, Virgem e Esposa!

### Décima Estância
- O retorno dos magos.
- Pregoeiros de Deus se fizeram os Magos no caminho de retorno. Cumpriram o vosso vaticínio e Vos anunciavam, ó Cristo, a todos, desprezando Herodes, o estulto, incapaz de cantar:

#### Assembleia
- Aleluia!

### Décima Primeira Estância
- A Fuga para o Egito e a saída do Egito.
- Irradiando para o Egito o esplendor da verdade, do erro a treva expulsastes; os ídolos então, Senhor, por força divina enfraquecidos, caíram; e os homens, salvos, à Mãe de Deus aclamavam:

#### Assembleia
- Ave, desforra do gênero humano
- Ave, destruidora do reino do inferno
- Ave, o engano e o erro esmagastes
- Ave, dos ídolos revelais a fraude
- Ave, mar que engoliu o grande Faraó
- Ave, rocha da qual brotam as águas da vida
- Ave, coluna de fogo que guiais na escuridão
- Ave, abrigo do mundo maior do que as nuvens
- Ave, doadora do maná celeste
- Ave, ministra de santas delícias
- Ave, terra mística prometida
- Ave, mina de leite e mel.
- Ave, Virgem e Esposa!

### Décima segunda Estância
- O Encontro com São Simeão.
- Estava já para deixar este mundo falaz, Simeão, inspirado ancião. Como criança, fostes apresentado, mas em Vós reconheceu o Senhor perfeito, e, boquiaberto, admirando a eterna sabedoria, exclamou:

#### Assembleia
- Aleluia!

### Décima terceira Estância
- A Virgem, nova Eva, paraíso de Deus.
- As leis da natureza, inovou o Criador, aparecendo entre nós, Seus filhos: Seu filho, florescido no seio da Virgem, o preserva qual antes era, inviolado; e nós, que admiramos o prodígio, cantamos a Santa:

#### Assembleia
- Ave, flor de vida ilibada
- Ave, coroa de casto trato
- Ave, mostrais a sorte futura
- Ave, revelais a vida dos anjos
- Ave, magnífica planta que nutre os fiéis
- Ave, árvore bela e copiosa que a todos abriga
- Ave, carregastes no ventre o guia dos errantes
- Ave, destes à luz ao que liberta os escravos
- Ave, súplica ao justo Juiz
- Ave, perdão para os transviados
- Ave, vestis de graça os nus
- Ave, amor que vence toda cobiça.
- Ave, Virgem e Esposa!

### Décima quarta Estância
- Guiados pelo Verbo, os homens sobem espiritualmente ao Céu.
- Tal parto admirando, do mundo nos desapegamos, e ao Céu a mente volvemos. Para isso surgiu entre nós, em humildes humanas aparências, o Altíssimo, para conduzir à meta aqueles que alegres O aclamam:

#### Assembleia
- Aleluia!

### Décima quinta Estância
- A Mãe de Deus, Porta do Céu.
- Era tudo aqui na terra e de si todos os Céus preenchia o Deus Verbo infinito. Não mera mudança de lugar, mas um doce abaixar-se de Deus até o homem foi ter nascido da Virgem Mãe, que todos aclamamos:

#### Assembleia
- Ave, morada de Deus, o infinito;
- Ave, porta do sagrado Mistério.
- Ave, doutrina insegura para os ímpios;
- Ave, dos piedosos certíssima honra.
- Ave, trono mais santo que o trono querúbico;
- Ave, cátedra mais bela que a cátedra seráfica.
- Ave, vós que conjugais contrárias grandezas;
- Ave, vós que sois uma Virgem e Mãe.
- Ave, por vós remida a culpa;
- Ave, por vós o paraíso foi aberto.
- Ave, chave do Reino de Cristo;
- Ave, esperança de eternos tesouros.
- Ave, Virgem e Esposa!

### Décima Sexta Estância
- Espantados, os anjos contemplam Deus feito homem.
- Espantados ficaram os anjos por tão sublime evento da Vossa Encarnação divina; pois viam, o Deus a todos inacessível, O viam acessível, homem, morar entre nós e por todos ouvir-se aclamado:

#### Assembleia
- Aleluia!

### Décima Sétima Estância
- A Virgem que dá à luz, Mistério inefável.
- Os oradores brilhantes, mudos como peixes, ficaram diante de vós, Genitora de Deus, de todo incapazes de dizer o modo como Virgem e Mãe vós sois. Nós, porém, que admiramos o Mistério, cantamos com fé:

#### Assembleia
- Ave, sacrário da eterna Sabedoria
- Ave, tesouro de sua Providência
- Ave, dos doutos a ignorância revelais
- Ave, os retóricos ao silêncio forçais
- Ave, para ti são estultos sutis doutores
- Ave, para ti não importam míticos autores
- Ave, de todos os sofistas as tramas desfazeis
- Ave, dos pescadores as redes encheis
- Ave, da profunda ignorância nos resgatais
- Ave, a todos farol de ciência vos fazeis
- Ave, barca de quem quer se salvar
- Ave, porto de quem quer zarpar para a Vida.
- Ave, Virgem e Esposa!

### Décima oitava Estância
- O Pastor se fez Cordeiro para nos atrair a si.
- Para salvar a Criação, o Senhor do mundo voluntariamente aqui embaixo desceu. Como Deus, era nosso Pastor, mas quis aparecer entre nós como Cordeiro; como humano, atraía os humanos; como Deus, O aclamamos:

#### Assembleia
- Aleluia!

### Décima nona Estância
- A sempre Virgem, Mestra da virgindade consagrada.
- Defesa dos virgens sois vós, Mãe Virgem, e de todos os que a vós recorrem; pois assim vos fez o Senhor da terra e do Céu, ó ilibada, que habitou o vosso seio, convidando todos nós a cantar:

#### Assembleia
- Ave, coluna de sagrada pureza
- Ave, porta da eterna Salvação
- Ave, início da nova geração
- Ave, doadora de bens divinos
- Ave, fizestes renascer os nascidos na vergonha
- Ave, destes sabedoria aos desprovidos
- Ave, vós que imobilizastes o grande sedutor
- Ave, vós que dos castos nos dais o Autor
- Ave, seio de núpcias divinas
- Ave, que unis os fiéis ao Senhor
- Ave, dos virgens a alma nutris
- Ave, que as almas ao Esposo conduzis.
- Ave, Virgem e Esposa!

### Vigésima Estância
- O serviço de incessante louvor ao Senhor.
- Na verdade sucumbe qualquer canto que pretenda narrar todas as Vossas inumeráveis graças. Se Vos oferecêssemos hinos por todos os grãos de areia, Senhor, jamais conseguiríamos contar os Vossos dons que destes a quem canta:

#### Assembleia
- Aleluia!

### Vigésima primeira Estância
- Maria, fonte dos sagrados Mistérios, Mãe espiritual de vida.
- Como chama ardente para os que jazem nas sombras, contemplamos a Virgem Santa, que acendeu a luz divina e a todos guia à ciência divina, iluminando as mentes por todos louvada com o canto:

#### Assembleia
- Ave, raio-do-Sol divino
- Ave, feixe de perene luz
- Ave, qual relâmpago as mentes iluminais
- Ave, qual trovão os inimigos espantais
- Ave, dos sagrados Mistérios sois a fonte
- Ave, sois a mina das Águas abundantes
- Ave, em vós se representa a antiga piscina
- Ave, as manchas limpais dos nossos pecados
- Ave, fonte que as almas purificais
- Ave, cálice transbordante de alegria
- Ave, fragrância do crisma de Cristo
- Ave, ó vida do sagrado banquete.
- Ave, Virgem e Esposa!

### Vigésima segunda Estância
- A graça jorra do Mistério Pascal.
- Perdoar querendo toda dívida antiga, entre nós o Redentor do homem desceu e habitou em pessoa, entre nós, que havíamos perdido a graça. Rasgou a promissória da dívida e todos O aclamam:

#### Assembleia
- Aleluia!

### Vigésima terceira Estância
- Maria, templo e arca santa, protetora da Igreja peregrina.
- Cantando vosso parto, o universo vos saúda qual templo vivo, ó Rainha! Fazendo em vós a morada, Aquele que o todo em Sua mão retém, o Senhor, toda santa e gloriosa vos fez e nos ensina a louvar-vos:

#### Assembleia
- Ave, tenda do Verbo de Deus;
- Ave, maior que o Santo dos Santos.
- Ave, arca pelo Espírito dourada;
- Ave, tesouro inesgotável de vida.
- Ave, diadema precioso dos santos soberanos;
- Ave, dos pios sacerdotes nobre ufania.
- Ave, sois para a Igreja qual torre poderosa;
- Ave, sois para o Império qual forte muralha.
- Ave, por vós erguemos troféus;
- Ave, por vós caem vencidos os inimigos.
- Ave, remédio de meus membros;
- Ave, Salvação da minha alma.
- Ave, Virgem e Esposa!

### Vigésima quarta Estância
- Maria, a suplicante.

#### Assembleia
- Grande e ínclita Mãe,
- Genitora do Sumo entre os santos,
- Santíssimo Verbo,
- dignai-vos agora acolher o canto!
- Preservai-nos de toda desgraça, todos!
- Do castigo merecido, libertai-nos,
- a nós que gritamos:
- Aleluia!

## Melodia e Harmonia
Evidente que um hino datado do século V ou VI, atravessando diversas fronteiras idiomáticas, sofreu, também, muitas alterações melódicas. Possivelmente, não tenhamos, hoje, nenhum registro da melodia original. A mais próxima, talvez, seja a do rito bizantino atual. A seguir, três versões atuais:
- Em Língua Grega, mais próxima, provavelmente da melodia original:
  - ΑΚΑΘΙΣΤΟΣ ΥΜΝΟΣ (Όλοι οι Χαιρετισμοί της Παναγίας).
- Em Língua Portuguesa, correspondente aos versos deste artigo:
  - AKATHISTOS Suely Façanha (Solo).
  - Hino Akathistos - Mosteiro de Santa Cruz (Coral).
- Em Língua Italiana:
  - Akathistos alla Porziuncola - 2017.